# Thanh Thùy
Thanh Thùy là một xã thuộc huyện Thanh Oai, thành phố Hà Nội, Việt Nam
Xã Thanh Thùy có diện tích 5,33 km², dân số năm 1999 là 6.013 người, mật độ dân số đạt 1.128 người/km². Đây là xã có Dự án đường trục phía nam Hà Nội đi qua. 